# Nakiska
Nakiska è una stazione sciistica nel Canada occidentale, nella regione di Kananaskis Country della provincia di Alberta. Si trova a 83 km (52 miglia) da Calgary, a ovest sull'autostrada 1 (Trans-Canada Highway) e a sud sull'autostrada 40 (Kananaskis Trail). "Nakiska" è una parola che significa "incontrarsi" o "luogo di incontro". Situato sulla parete est dell'estremità meridionale del Monte Allan, Nakiska dispone di 64 piste con quattro seggiovie (3 quad ad alta velocità e 1 doppia), 1 Red Magic Carpet e 1 Monster Carpet) allestite su un'area di 3 km². La corsa più lunga conta 33,3 km, da un'altitudine di 2.258 m fino alla base a 1.479 m. Nakiska è di proprietà di Resorts of the Canadian Rockies, che possiede anche le località sciistiche di Fernie, Kimberley, Kicking Horse Mountain Resort, Mont Sainte Anne e Stoneham.

## Storia
Il sito è stato selezionato nel 1983 e aperto per lo sci nell'autunno del 1986, in preparazione per le Olimpiadi invernali del 1988. Le gare pre-olimpiche sul circuito della Coppa del Nord America (Nor-Am) si sono svolte nel dicembre 1986 e le gare di Coppa del Mondo di discesa libera e super G si sono svolte nel marzo 1987.

### Olimpiadi invernali del 1988

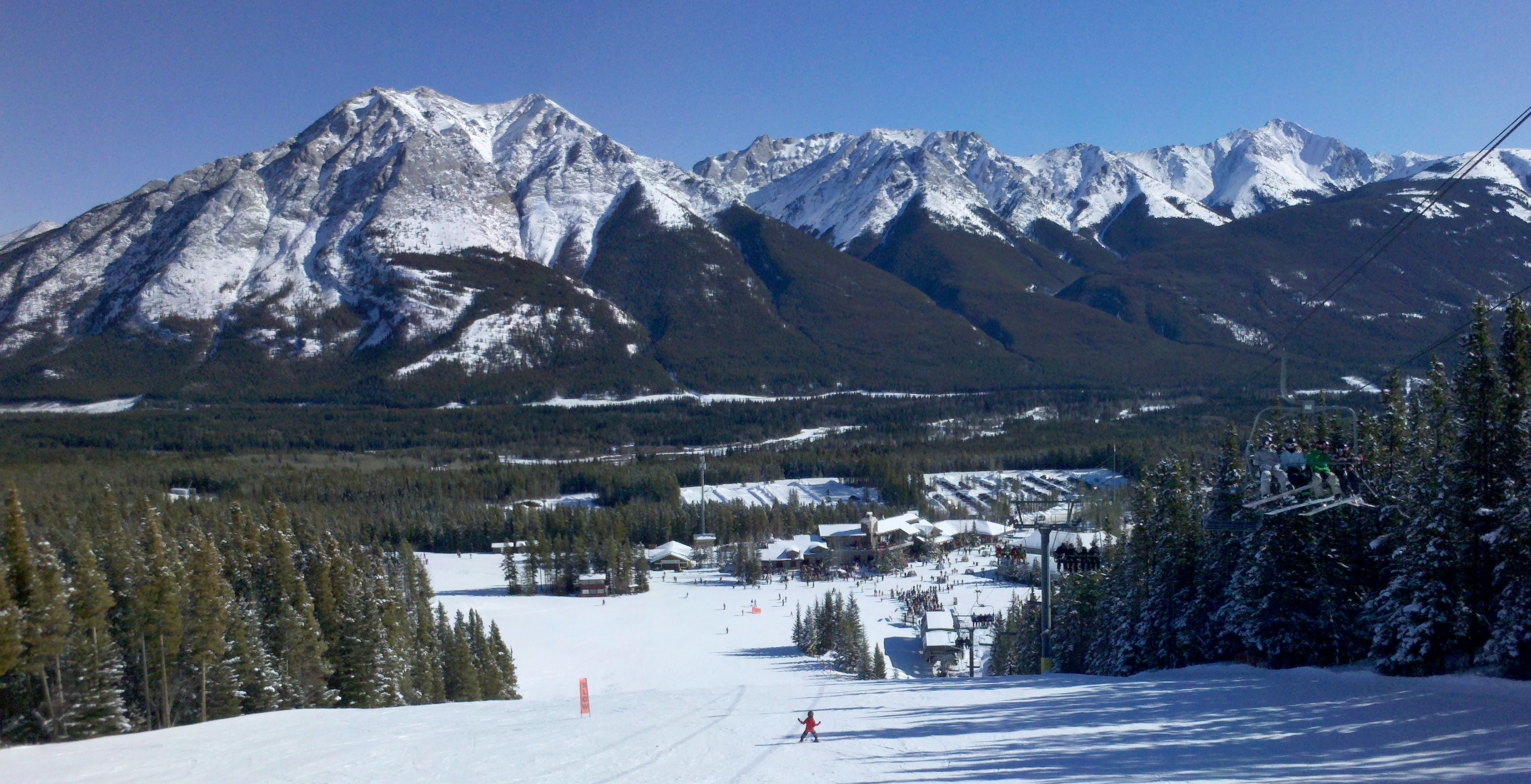
Monte Allan in Nasiska.

Alle Olimpiadi invernali del 1988, Nakiska ha ospitato i dieci eventi alpini, così come lo sci freestyle, poi un evento dimostrativo. Per la discesa maschile è stato utilizzato un sollevamento di superficie temporaneo fino alla cima della montagna a raffiche. Questa pista può essere visto dalla parte superiore della "Gold Chair" e talvolta viene utilizzato per il controllo delle valanghe. Il cancello di partenza della discesa olimpica maschile era a 2.412 m, 154 m sopra l'attuale vetta servita dagli impianti di risalita. Quella gara fu posticipata di un giorno a causa dei venti di 158 km/h in cima.

### Centri sciistici
Nel 2008 Nakiska è stata nominata centro di formazione ufficiale di Alpine Canada (ACA). Ogni anno Nakiska accoglie squadre alpine di tutto il mondo per gli allenamenti di sci di inizio stagione. Durante l'estate del 2008 il comprensorio sciistico ha intrapreso una serie di lavori di ristrutturazione. I miglioramenti apportati all'innevamento hanno aumentato la capacità del 33%. È stato aggiunto il Monster Magic Carpet da 100 metri ed è stata completata la creazione di una corsa di addestramento dedicata su Mapmaker.
Nel 2009, in preparazione delle Olimpiadi del 2010 a Vancouver, si sono verificati ulteriori miglioramenti. È stata installata una nuova seggiovia quadrupla ad alta velocità (Gold Chair Express), che sostituisce la seggiovia tripla originale a morsa fissa (Gold). Il tempo di corsa è di 4,7 minuti, meno della metà dei 9,7 minuti della sedia precedente. Nel 2009 sono state create anche nuove piste da sci con l'aggiunta delle nuove Monster Glades (sentieri tra gli alberi).
La fiamma olimpica arde ancora all'ingresso del resort. Da notare che la discesa maschile mostrata sul tabellone all'interno del ristorante non è la pista effettivamente utilizzata, con gli sciatori collaudatori che affermano che la pista proposta era troppo facile, il percorso di discesa maschile è stato cambiato a soli 3 giorni dalla fine, senza lasciare tempo per cambiare il tavola che è già stata dipinta e montata sul muro all'interno del ristorante.
Il 13 novembre 2017 il corridore francese di sci alpino David Poisson è morto in un incidente durante l'allenamento.